# Нелюбов, Василий Григорьевич
Василий Григорьевич Нелюбов (1914–1945) — младший лейтенант Рабоче-крестьянской Красной Армии, участник Великой Отечественной войны, Герой Советского Союза (1945).

## Биография
Василий Нелюбов родился 9 мая 1914 года в селе Новонежинка (ныне — Аулиекольский район Костанайской области Казахстана). В раннем возрасте переехал в Крым, где окончил семь классов школы и работал водителем в колхозе. В 1936—1938 годах проходил службу в Рабоче-крестьянской Красной Армии. В 1941 году Нелюбов повторно был призван в армию. В 1944 году он окончил Камышинское танковое училище.
К марту 1945 года младший лейтенант Василий Нелюбов командовал танком 2-го танкового батальона 242-й танковой бригады 31-го танкового корпуса 1-го Украинского фронта. Отличился во время освобождения Польши. 16 марта 1945 года во время прорыва немецкой обороны к северу от Рацибужа экипаж Нелюбова одним из первых ворвался в посёлок Аутишкау и уничтожил 2 противотанковых и 2 штурмовых орудия противника. 18 марта 1945 года под городом Глубчице танк Нелюбова загорелся от нескольких попаданий фаустпатронов, но продолжил атаку. Когда же навстречу атакующим вышли 8 немецких тяжёлых танков «Тигр», экипаж Нелюбова протаранил головной вражеский танк, ценой своей жизни уничтожив его.
Похоронен на советском воинском кладбище в городе Кендзежин-Козле Кендзежинско-Козельского повята Опольского воеводства Республики Польша.
Указом Президиума Верховного Совета СССР от 29 июня 1945 года младший лейтенант Василий Нелюбов посмертно был удостоен высокого звания Героя Советского Союза. Также был награждён орденами Ленина, Отечественной войны 1-й и 2-й степеней, рядом медалей. 

## Память
Приказом Министра обороны СССР № 303 от 30 ноября 1979 года младший лейтенант В. Г. Нелюбов навечно зачислен в списки личного состава Омского высшего танкового инженерного училища имени Маршала Советского Союза П. К. Кошевого (с 2012 года — Омский автобронетанковый инженерный институт).